# Сервера
Серве́́ра (ісп. Cervera) — муніципалітет в Іспанії, входить в провінцію Льєйда в складі автономного співтовариства Каталонія. Муніципалітет знаходиться у складі району (комарки) Сегарра та є його столицею. Займає площу 55,2 км². Населення - 9361 осіб (станом на 2010 рік).

## Видатні особи
- Хуан Коморера і Солер (1894-1958) — іспанський і каталонський політичний діяч;
- Марк Маркес (нар.1993) — іспанський мотогонщик, чотириразовий чемпіон світу з шосейно-кільцевих мотоперегонів MotoGP (2010, 2012-2014);
- Алекс Маркес (нар.1996) — іспанський мотогонщик, чемпіон світу з шосейно-кільцевих мотоперегонів MotoGP (2014).

## Цікаві факти
- Сервера є батьківщиною братів-мотогонщиків, чемпіонів світу з шосейно-кільцевих мотогонок MotoGP,  Марка та Алекса Маркесів. З 2012 року, з часу їхніх перших великих тріумфів, відвідуваність міста туристами зросла приблизно у 30 разів.[1]